# Joseph Black
Joseph Black (16. dubna 1728 Bordeaux – 6. prosince 1799 Edinburgh) byl skotský fyzik, chemik a vynálezce narozený ve Francii.
Proslul definováním skupenského tepla a tepelné kapacity, čímž položil základy termodynamiky. V chemii objevil oxid uhličitý a vynalezl též analytické váhy určené k vážení objektů velmi malých hmotností, které byly využívány především v chemických laboratořích. Byl členem slavného Pokerového klubu, kde byl ve styku s Davidem Humem, Adamem Smithem a dalšími představiteli tzv. skotského osvícenství.